# Battaglia del lago Chasan
La battaglia del lago Chasan (29 luglio – 11 agosto, 1938), nota in Cina e in Giappone anche come incidente di Changkufeng (in russo Хасанские бои?, in cinese e in giapponese: 張鼓峰事件S; in cinese pinyin: Zhānggǔfēng ShìjiànP; in giapponese romaji: Chōkohō Jiken), fu una tentata incursione militare dal Manciukuò, uno stato fantoccio giapponese nel territorio rivendicato e controllato dall'Unione Sovietica. Tale incursione era fondata sulla convinzione giapponese che l'Unione Sovietica avesse interpretato erroneamente la demarcazione del confine basata sul Trattato di Pechino tra la Russia imperiale e la Cina Qing e i successivi accordi integrativi di demarcazione e manomesso gli indicatori di demarcazione. Le forze giapponesi occuparono l'area contesa ma si ritirarono dopo pesanti combattimenti ed un accordo diplomatico.

## Antefatti
Per gran parte della prima metà del XX secolo, vi fu una notevole tensione tra i governi russo (in seguito sovietico), cinese e giapponese, lungo i loro confini comuni in quella che divenne la Cina nordorientale. La Chinese Eastern Railway (CER) era una ferrovia nella Cina nordorientale (Manciuria). Collegava la Cina e l'Estremo Oriente russo. Il ramo meridionale della CER, noto in Occidente come Ferrovia della Manciuria meridionale, divenne il luogo ed il parziale casus belli della guerra russo-giapponese e degli incidenti successivi, che portarono alla seconda guerra sino-giapponese e alle guerre di confine sovietico-giapponesi. Incidenti più grandi inclusero la guerra sino-sovietica del 1929 e l'incidente di Mukden tra il Giappone e la Cina nel 1931. La battaglia del lago Chasan venne combattuta tra due potenze che da tempo diffidavano l'una dell'altra.
A partire dalla vigilia della battaglia, un'ondata di epurazioni sul fronte dell'estremo oriente aveva fatto sì che molti ufficiali dell'esercito sovietico fossero nuovi ufficiali inesperti che temevano di prendere l'iniziativa, nel solo mese di luglio quattro volte e mezzo persone in più erano state purgate dal fronte come nei dodici mesi precedenti. Ciò in combinazione con la mancanza d'infrastrutture, le troppe aspettative sul comandante del fronte, il maresciallo Vasilij Bljucher (o Blücher), una carenza di equipaggiamento e una scarsa organizzazione portarono il fronte ad essere in pessime condizioni.
Lo scontro venne innescato quando l'Armata sovietica dell'Estremo Oriente e la Sicurezza di Stato sovietica (NKVD) rafforzarono il confine di Chasan con la Manciuria. Ciò venne in parte causato dalla defezione, un mese prima, del generale sovietico G.S. Ljuškov, responsabile di tutte le forze del NKVD nell'Estremo Oriente sovietico ad Hunchun, nell'area del fiume Tumen. Il generale aveva fornito ai giapponesi informazioni sul cattivo stato delle forze sovietiche dell'Estremo Oriente e sulle recenti purghe staliniane che avevano colpito un buon numero di ufficiali dell'esercito.

## L'incremento delle tensioni

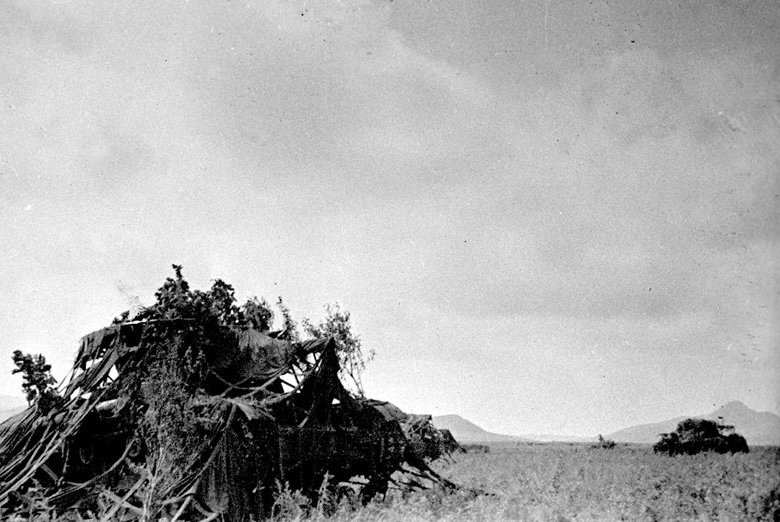
Carri armati sovietici mimetizzati

Il 6 luglio 1938, l'Armata giapponese del Kwantung decodificò un messaggio inviato dal comandante sovietico nella regione di Pos'et al quartier generale sovietico a Chabarovsk. Il messaggio raccomandava che ai soldati sovietici potessero assicurarsi un'altura non occupata ad ovest del lago Chasan, in particolare le contese alture di Changkufeng, perché sarebbe stato vantaggioso per i sovietici occupare un terreno che si affacciava sulla città portuale coreana di Rajin, nonché le ferrovie strategiche che collegavano la Corea alla Manciuria. Nelle due settimane successive, piccoli gruppi di guardie di frontiera sovietiche si trasferirono nell'area ed iniziarono a fortificare la montagna con postazioni, trincee d'osservazione, intrecci e strutture di comunicazione.
All'inizio, l'Armata giapponese di Corea, che era stata assegnata a difendere l'area, ignorò l'avanzata sovietica. Tuttavia, l'Armata del Kwantung, la cui giurisdizione amministrativa si sovrapponeva a Changkufeng, spinse l'Armata di Corea ad intraprendere più azioni, perché sospettosa delle intenzioni sovietiche. In seguito, l'Armata di Corea portò la questione a Tokyo, raccomandando l'invio di una protesta formale all'Unione Sovietica.
Il conflitto iniziò il 15 luglio, quando l'attaché giapponese a Mosca chiese la rimozione delle guardie di frontiera sovietiche dalle alture del Bezymjannyj (сопка Безымянная, in cinese: Shachaofeng) e del Zaozërnaja (сопка Заозёрная, in cinese: Changkufeng) a ovest del lago Chasan nel sud del Primorje, non lontano da Vladivostok, rivendicando questo territorio sul confine sovietico-coreano; la richiesta venne respinta.

## La battaglia

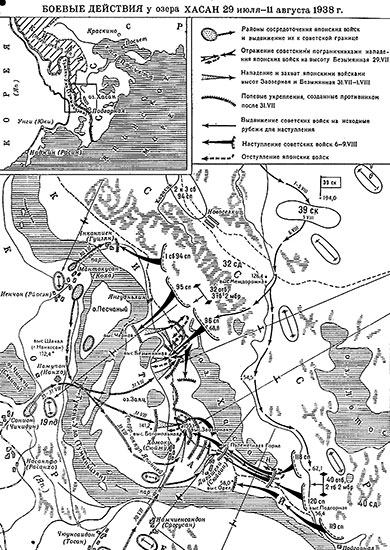
Mappa schematica. La sconfitta delle truppe giapponesi al lago Hassan. 29 luglio - 11 agosto 1938

La 19ª Divisione giapponese, insieme ad alcune unità del Manciukuò, affrontò il XXXIX Corpo fucilieri sovietico sotto Grigorij Štern (che alla fine era composto dalla 32ª, dalla 39ª e dalla 40ª Divisione fucilieri, dalla 2ª Brigata meccanizzata e da due battaglioni di carri armati). Uno dei comandanti dell'esercito giapponese nella battaglia era il colonnello Kōtoku Satō, comandante del 75º Reggimento fanteria. Il tenente generale Suetaka Kamezo diede a Sato un ordine: "Deve sferrare un contrattacco risoluto e meticoloso senza fallimenti, una volta che avrà capito che il nemico sta avanzando anche minimamente". Il significato nascosto di ciò era che a Sato era stato ordinato di espellere i sovietici da Changkufeng.
Il 31 luglio, il reggimento di Satō lanciò una sortita notturna sulla collina fortificata. Nel settore di Changkufeng, 1 114 giapponesi ingaggiarono un presidio sovietico di 300 uomini, eliminandoli e abbattendo 10 carri armati, con 34 morti e 99 feriti. Nel settore di Shachofeng, 379 giapponesi sorpresero e misero in rotta altri 300 soldati sovietici, mentre eliminarono 7 carri armati, subendo 11 morti e 34 feriti. Arrivarono altre migliaia di soldati giapponesi della 19ª Divisione, si trincerarono e chiesero rinforzi. L'alto comando respinse la richiesta, poiché sapeva che il generale Suetaka avrebbe usato queste forze per assaltare le posizioni sovietiche vulnerabili, aggravando l'incidente. Le truppe giapponesi difesero l'area contesa. Nel 1933, i giapponesi avevano progettato e costruito un Rinji Soko Ressha (treno speciale corazzato). Il treno venne schierato nella "2ª Unità treni corazzati" in Manciuria e partecipò alla seconda guerra sino-giapponese e al conflitto di Changkufeng contro i sovietici, trasportando migliaia di truppe giapponesi da e verso il campo di battaglia, mostrando all'Occidente la capacità di una nazione asiatica di attuare le idee e le dottrine occidentali in materia di dispiegamento e di trasporto rapido della fanteria.
Il 31 luglio, il commissario del popolo per la Difesa Kliment Vorošilov mobilitò la 1ª Armata costiera e la flotta del Pacifico. I sovietici raccolsero 354 carri armati e cannoni d'assalto al lago Chasan, inclusi 257 carri armati T-26 (con 10 carri armati lanciafiamme KhT-26), 3 carri armati pontieri ST-26, 81 carri armati leggeri BT-7 e 13 semoventi d'artiglieria SU-5-2. Il comandante in capo del Fronte dell'Estremo Oriente, Vasilij Bljucher, arrivò in prima linea il 2 agosto 1938. Sotto il suo comando vennero convogliate forze supplementari nella zona del conflitto e dal 2 al 9 agosto le forze giapponesi a Changkufeng vennero attaccate. Tale era la disparità di forze che un comandante d'artiglieria giapponese osservò che i sovietici sparavano più proiettili in un giorno che i giapponesi in due settimane. Nonostante ciò, i difensori giapponesi organizzarono una difesa anticarro, con risultati disastrosi per i sovietici mal coordinati, i cui attacchi vennero sconfitti con molte vittime. Migliaia di soldati sovietici vennero uccisi o feriti e almeno 46 (o 45, non operativi a causa del fuoco dei cannoni, che restarono bloccati nelle paludi o danneggiati ed 8 su 24 completamente distrutti) carri armati vennero eliminati, con altri 39 danneggiati a vari livelli.
Dopo che i giapponesi ebbero respinto l'unità di sicurezza di confine sovietica, successivamente rafforzata dalla 40ª Divisione fucilieri, dalla collina e da altre posizioni, i giapponesi si trincerarono mentre i sovietici rafforzavano le loro truppe. A differenza dei giapponesi, i sovietici non avevano una ferrovia vicino al campo di battaglia ma invece un'unica strada non asfaltata, quindi quando i rinforzi sovietici arrivarono sul campo di battaglia i giapponesi erano già ben trincerati. I sovietici avevano attaccato le posizioni giapponesi per via aerea durante i preparativi per un attacco terrestre. La mattina prima dell'attacco sovietico, tredici aerei sovietici attaccarono la collina e dodici la retroguardia delle forze giapponesi, anche se ciò non è documentato da tutte le fonti. Ciò venne seguito da un attacco di tre reggimenti di fanteria sovietici, tuttavia questo attacco non ebbe supporto d'artiglieria o aereo, sia a causa di scarsi preparativi sia perché il supporto aereo aveva previsto nebbia. Alcune fonti sostengono tuttavia che due batterie di artiglieria abbiano supportato l'attacco. L'attacco venne supportato da un reggimento carri ma in ogni caso esso si fermò presto. Ciò era in gran parte dovuto alla scarsa preparazione delle truppe sovietiche. Parte dell'artiglieria non era pronta, si sapeva poco delle disposizioni giapponesi, le comunicazioni non erano state completamente stabilite e l'ala sinistra non era pronta per iniziare l'attacco al momento stabilito. Nonostante il pessimo stato dell'esercito sovietico e la consapevolezza che il nemico fosse ben trincerato, venne comunque ordinato di continuare l'attacco. Gli equipaggi dei carri armati non erano stati preparati per il terreno ostile, quindi non erano in grado di mantenere lo slancio. Durante l'attacco un certo numero di comandanti, tra cui il comandante del battaglione carri della 40ª Divisione fucilieri, abbandonarono le loro truppe.
Il 6 agosto i sovietici ripeterono il loro attacco. Le prime ondate multiple di bombardieri attaccarono le posizioni giapponesi. Questo attacco venne ritardato a causa della nebbia o della scarsa preparazione. Dopo l'attacco dei bombardieri venne effettuato un assalto da parte di carri armati e fanteria, comprese truppe meccanizzate, sostenute dall'artiglieria. Sul difficile terreno i carri armati subirono pesanti perdite, solo singoli carri armati riuscirono a raggiungere i loro obiettivi, ma vennero tutti distrutti o ritirati in seguito. Durante l'attacco venne effettuato un aggiramento. I sovietici respinsero i giapponesi dopo pesanti combattimenti, nei giorni seguenti i giapponesi contrattaccarono ma non furono in grado di riconquistare le loro posizioni.
I giapponesi vennero respinti dagli attacchi sovietici ma rimasero sul campo di battaglia. Nonostante non fossero state costrette a lasciare il campo di battaglia, era chiaro che le unità giapponesi locali non sarebbero state in grado di mantenere Changkufeng senza ampliare il conflitto. Il 10 agosto l'ambasciatore giapponese Mamoru Shigemitsu chiese la pace. Soddisfatti che l'incidente fosse stato portato ad una conclusione "onorevole", l'11 agosto 1938, alle ore 13.30 ora locale, i giapponesi smisero di combattere e le forze sovietiche rioccuparono le alture.

## Conseguenze

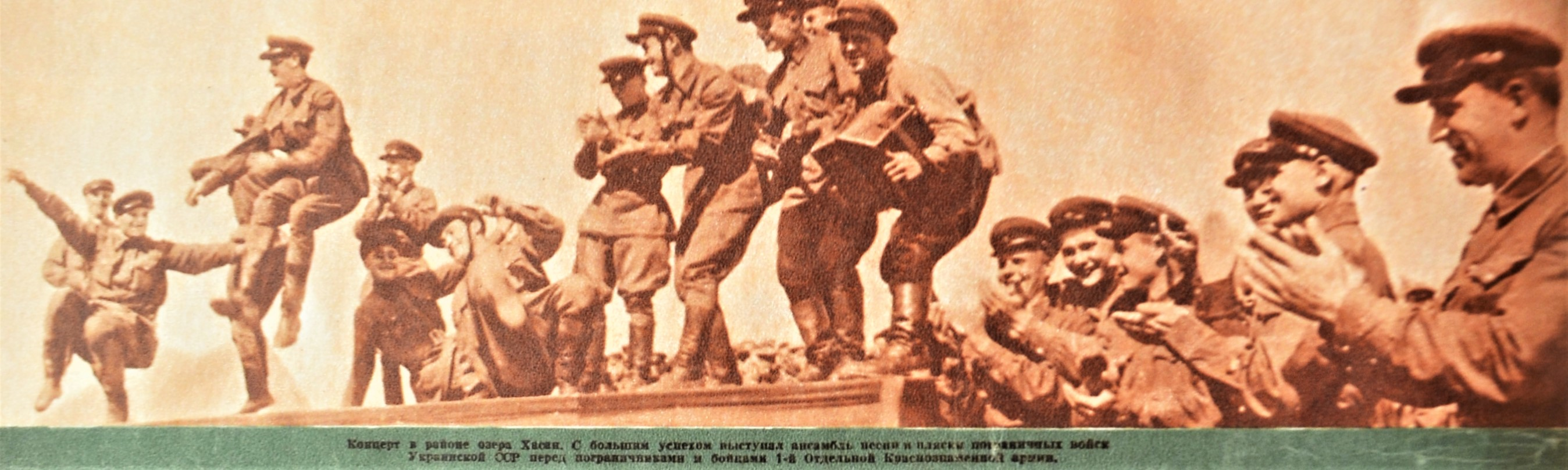
I soldati dell'Armata Rossa festeggiano dopo la battaglia del lago Chasan.

Più di 6500 ufficiali e soldati sovietici vennero decorati e a 26 di essi venne assegnato il titolo di eroe dell'Unione Sovietica, mentre a 95 venne assegnato l'Ordine di Lenin.
Le perdite sovietiche ammontarono a 792 morti o dispersi e 3 279 feriti o malati, secondo i loro registri, e i giapponesi affermarono di aver distrutto o immobilizzato 96 carri armati nemici e 30 cannoni. Le perdite corazzate sovietiche furono significative, con dozzine di carri armati eliminati o distrutti e centinaia di "truppe corazzate" che furono vittime. Le vittime giapponesi, come rivelato dalle statistiche segrete dello stato maggiore dell'esercito, furono 1 439 vittime (526 morti o dispersi, 913 feriti); i sovietici rivendicarono perdite giapponesi di 3 100 uomini, con 600 morti e 2 500 feriti. I sovietici conclusero che ciò era dovuto alle scarse infrastrutture di comunicazione e strade, nonché alla perdita della conferenza delle unità a causa della scarsa organizzazione, del quartier generale e dei comandanti, e della mancanza di unità di rifornimento da combattimento. Le colpe dell'esercito e della leadership sovieitica vennero attribuite all'incompetenza del maresciallo Bljucher. Vasilij Bljucher, oltre a guidare le truppe in azione a Chasan, avrebbe dovuto anche supervisionare il movimento dei distretti militari del Transbaikal e dell'Estremo oriente per la prontezza al combattimento utilizzando un apparato amministrativo che avrebbe fornito istruzioni a livello di gruppo d'armata, armata e corpo d'armata alla 40ª Divisione fucilieri. Il 22 ottobre venne arrestato dal NKVD e si pensa che sia stato torturato a morte.
L'esercito giapponese, pur analizzando seriamente i risultati della battaglia, avrebbe impegnato i sovietici ancora una volta, con risultati disastrosi, nella più ampia battaglia di Khalkhin Gol (Nomonhan) nella guerra di confine sovietico-giapponese del 1939. Questo secondo impegno portò alla sconfitta della 6ª Armata giapponese.
Dopo la fine della seconda guerra mondiale, nel 1946 il Tribunale militare internazionale per l'Estremo Oriente accusò tredici alti ufficiali giapponesi di crimini contro la pace per i loro ruoli nell'avvio delle ostilità al lago Chasan.